# كتيبة ثوار طرابلس
كتيبة ثوار طرابلس أو مسؤولو تحرير طرابلس هي وحدة في جيش التحرير الوطني في ليبيا والتي أُنشئت خلال ثورة 17 فبراير. وقد تأسست في الأصل في أبريل 2011 في معقل المعارضة في بنغازي ثم تم نقلها لاحقًا إلى جبل نفوسة ثم إلى أقرب خط مواجهة لطرابلس، قبل التقدم إلى المدينة نفسها في شهر أغسطس.
في نوفمبر 2011، بدأت الكتيبة في اتخاذ تدابير لتفكيك نفسها والاندماج أكثر في الجيش الوطني الجديد التابع للمجلس الوطني الانتقالي، وأعلنت الكتيبة عن ذلك عبر حسابها على تويتر.

## القادة
القائد الأعلى للكتيبة هو المهدي الحاراتي وهو مواطن أيرلندي من أصل ليبي، وأبو أويس هو نائب القائد. أما محمد الطابوني فهو القائد العام للكتيبة. والعقيد عبد اللطيف هو قائد كتيبة السرايا الحمراء، وهي واحدة من أربع كتائب فرعية تحت كتيبة ثوار طرابلس بأكملها.

## التشكيل
في فبراير 2011 سافر المهدي الحاراتي من أيرلندا إلى بنغازي وبدأ في تشكيل مجموعة جيدة التنظيم يمكنها أن تقاتل في محافظات ليبيا الغربية. فجمع 15 رجلاً متعلمين تعليمًا عاليًا، وجميعهم لديه خبرات ومهارات كبيرة. وكان الاقتراح بتشكيل كتيبة ثوار ليبيا قد وُضع قبل تشكيل المجلس الوطني الانتقالي في بنغازي وتمت الموافقة على الاقتراح على الفور. وفي خلال أيام كانت كتيبة ثوار طرابلس تضم 150 مجندًا، تلقوا جميعهم التدريب العسكري قبل الانتقال إلى الجبال في المحافظات الغربية. وبحلول شهر أغسطس 2011، كانت الكتيبة تضم 570 رجلاً من جميع أنحاء ليبيا في صفوفها.
بدأت الكتيبة بمجموعة أساسية مكونة من 15 رجلاً، ولكنها كبرت في غضون أيام إلى 150، وتضخمت الأعداد خلال فترة التدريب في زنتان ونالوت لتصل إلى 470 وسجلت 570 رجلاً في الزاوية. وخلال الهجوم لدخول طرابلس، تم الإعلان في صحيفة تلغراف البريطانية إلى أن عدد أفراد الكتيبة وصل إلى أقل من 1000 بقليل، وفي 30 أغسطس تضخمت الأعداد لتصل إلى 1300 مقاتل في طرابلس. وصرح قائدها العام أيضًا أنه كانت هناك قوات تنتظر الانضمام إلى الكتيبة بمجرد دخولها إلى طرابلس.
كانت أغلبية المقاتلين المتطوعين في الكتيبة من طرابلس، أو من البلدات والقرى المجاورة ويعرفون شوارع المدينة جيدًا مما جعلهم المرشحين الأوائل للاستيلاء على المدينة. كان عدد أفراد الكتيبة عندما كان مقرها في جامعة نالوت حوالي 1300 مقاتل. وقد شهدت الكتيبة العمل طوال حرب الجبل الغربي 2011 وأيضًا في بلدات نالوت وبير غانم وتيجي، في القتال ضد القوات الموالية.
بسبب التهديد بالانتقام المتوقع ضد أسر جنود كتيبة ثوار طرابلس، توجب عليهم تغطية وجوههم على الأقل عندما يقوم الصحفيون بتصويرهم. وقد شارك العديد من أعضاء الكتيبة خلال اشتباكات طرابلس 2011 في فبراير، وفروا إلى العاصمة لتجنب الاشتباك مع القوات الموالية ثم أعادوا تنظيم صفوفهم في الأشهر اللاحقة لتكوين كتيبة ثوار طرابلس، وكان هدفهم النهائي يتمثل في المضي قدمًا للخروج من سلسلة جبال نفوسة والذهاب إلى العاصمة.
كان للكتيبة العديد من الضباط الذين عاشوا معظم حياتهم في البلدان التي تتحدث بالإنجليزية بما فيها أيرلندا وكندا والمملكة المتحدة والولايات المتحدة. وقد أثبت هذا الأمر فعاليته بالتنسيق مع حلف الناتو وأيضًا في المقابلات والتفاعل مع وسائل الإعلام الغربية. وتمتلك الكتيبة صفحة على موقع التواصل الاجتماعي Facebook باللغة الإنجليزية يبلغ تعداد الكتيبة حاليا حوالي 12 ألف مقاتل بما في ذلك التشكيلات الكتيبة التابعة لوزارة الداخلية ووزارة الدفاع.

## التدريب
بالرغم من أن الكتيبة لم تكن من قوات النخبة، إلا أن وكالة أنباء أسوشيتد برس وصفت مقرها بنالوت باسم «التكنولوجيا العالية». فقد حصلت على معدات اتصال وتدريبًا لمدة ثلاثة أسابيع على حرب المدن من القوات الخاصة القطرية في جبال نفوسة. وهي معروفة بتدريبها الشديد، الذي خلاله يستيقظ المجندون في 5:30 صباحًا للجري لمدة 45 دقيقة يتبعها مسيرة تستمر اليوم بأكمله وتدريبًا على الأسلحة. كما أنشئت الكتيبة وحدة قناصة في المدن مكونة من 8 رجال. وغالبًا ما يُشار إليها باسم كتيبة النخبة من قبل المجلس الوطني الانتقالي ووسائل الإعلام. وهذا لا يُعد وصفًا دقيقًا لأن العديد منهم فقط جنود محترفين. في مقابلة مع وسائل الإعلام في طرابلس، قال القائد الحاراتي أن كتيبته ليست من نخبة القوات المسلحة وأنه «من المهم أن نفهم أننا جميعًا مدنيون. وأننا لسنا الجيش». وقد تضمنت قائمة التسجيل العديد من المتخصصين بين أعضائها منهم الأطباء ورجال الأعمال والميكانيكيون والمهندسون ومصممو الويب.

## تحرير طرابلس
كان الهدف الرئيسي، بمجرد السيطرة على طرابلس، هو السيطرة على المواقع الإستراتيجية وحمايتها وأيضًا البنية التحتية والمواقع الهامة الأخرى. وفي 20 أغسطس، اندلعت انتفاضة كبيرة في طرابلس، مع إسراع قوات المتمردين نحو العاصمة من الغرب والشرق. وكانت كتيبة ثوار طرابلس هي رأس الحربة لهجوم المقاتلين المتمردين على طرابلس. وفي هجوم وقع في الفجر على بعد 32 كيلومترًا، وصلت الكتيبة إلى ضواحي طرابلس في أوائل الظهيرة تبعها القصف المدفعي الذي لم يتوقف من ناحية القوات المتمردة الزاحفة. واستجابة لذلك أطلقت قطعة مدفعية مضادة للطائرات دفعات من الطلقات تجاه القوات الموالية واستولت الكتيبة على قاعدة عسكرية رئيسية وجسر الـ 27 وهو بوابة إلى العاصمة، وذلك بعد يوم واحد من هزيمة القوات الموالية في الزاوية.
بعد تقسيمها إلى أربعة كتائب أصغر، هاجمت الكتيبة العاصمة من ثلاثة اتجاهات. كان العائق الوحيد في الإسراع لدخول العاصمة هو وجود خط أمامي آخر خارج بلدة العزيزية، لذلك صدرت الأوامر لكتيبة ثوار طرابلس وحلفائها من القوات الجبلية الغربية بعدم التقدم مع قيام التحالف بشن غارات قصف شديدة على المواقع الموالية هناك.
وقد تم إبلاغ الكتيبة لتكون أول الثوار الذين يدخلون المدينة وأول من يدخل الساحة الخضراء الرئيسية، التي تم تغيير اسمها إلى ساحة الشهداء.
وبدخول طرابلس أخذت الكتيبة مركز تدريب الشرطة النسائية كمقر لها. وكانت الكتيبة، إلى جانب قوات المتمردين من مصراتة، أول من ضرب بشدة من خلال البوابات الرئيسية للمقر السابق للقذافي، باب العزيزية.
وذكرت صحيفة الدايلي تيليغراف البريطانية عن الكتيبة أن: «المتمردون الذين يحاولون دخول طرابلس هم من المتخصصين الشباب الذين يقاتلون لإقامة دولة مختلفة تمامًا عن الدكتاتورية التي تأسست بشكل كبير قبل أن يولدوا».
كان لقناة فرنسا 24 التلفزيونية مراسل يسافر مع كتيبة ثوار طرابلس خلال الهجوم النهائي على العاصمة. وأفادت القناة أن الكتيبة فقدت 60 مقاتلاً خلال الـ 48 ساعة الأولى في طرابلس.
كانت كتيبة ثوار طرابلس من قوات الخطوط الأمامية خلال الاستيلاء على المجمع السكني الشهير للعقيد القذافي، باب العزيزية. وتم الإبلاغ عن أن ضباط من الكتيبة هم من تولوا قيادة الهجوم. وقد اخترقت كتيبة مصراتة، التي تضم شاحنات أثقل ومدفعيات، محيط المجمع بينما دفعت كتيبة ثوار طرابلس بجنود المشاة الذين دخلوا بكثرة من خلال الجدران المتهدمة. ونقل مراسل إنجليزي في صحيفة التايمز الأيرلندية تحدث القائد الأعلى للكتيبة عن «حشد الجنود» خلال عملية اقتحام المجمع. وأفاد الموقع الرسمي للكتيبة أنه توجب على الفريق الإعلامي استخدام البنادق خلال هذا الهجوم الذي أسروا فيه 100 سجين.

### الأنشطة بعد تحرير طرابلس
في الأسابيع التي تلت سقوط حكومة القذافي في طرابلس، اضطلعت الكتيبة بدور رئيسي في تأمين المدينة وتنظيفها من جيوب المقاومة القليلة المتبقية. وتم تعيين قائد الكتيبة نائبًا لمجلس طرابلس العسكري الذي تم تشكيله حديثًا. وكان هدف هذا المجلس هو توحيد الكتائب المسلحة المختلفة في ليبيا.
وقال المهدي الحاراتي أن خميس القذافي قُتل بعد معركة عسكرية مع قوات مجلس طرابلس العسكري بين قريتي ترهونة وبني وليد. وكانت ساحة المعركة في شمال غرب ليبيا، بالقرب من مصراتة. كما ذكر أنه تم نقل خميس إلى المستشفى حيث توفي متأثرًا بجروحه. ثم ورد بعد ذلك أنه دُفن في المنطقة من قبل قوات المتمردين. ولم تكن هناك أي أدلة مستقلة لدعم هذا الادعاء.
كانت الكتيبة تقوم بحراسة مطارات طرابلس، وكذلك الفنادق التي يقيم بها الصحفيون والدبلوماسيون الأجانب منذ استيلائهم على المدينة.
في 5 أكتوبر، تخرجت دفعة جديدة من المجندين وأصبحت جزءًا من كتيبة ثوار طرابلس. وفي اليوم نفسه، أعلن قائد الكتيبة أنه تم الكشف عن اثنين من المقابر الجماعية في طرابلس وحولها تحتوي على ما يصل إلى 900 جثة من معارضي القذافي.
وفي 10 أكتوبر، حاول أعضاء كتيبة القعقاع من زنتان تطويق بعض أجزاء من كتيبة ثوار طرابلس، بعد مشادة حامية حول من منهم يجب عليه حفظ الأمن في طرابلس وحاولوا منعهم من مغادرة المنطقة. ووصلت تعزيزات كتيبة ثوار طرابلس وأقنعت كتيبة القعقاع بالانسحاب، مما منع اندلاع أي اشتباكات مسلحة.
اندلع القتال في 31 أكتوبر بين كتيبة ثوار طرابلس وكتيبة من زنتان عندما حاول الزنتانيون دخول إحدى المستشفيات وقتل مريض كانوا قد أطلقوا عليه النار في وقت سابق. فقد منعهم حراس كتيبة ثوار طرابلس من القيام بذلك واندلع قتال بالنيران خلّف قتيلين وسبعة جرحى
تطوع أعضاء من الكتيبة أيضًا للانضمام إلى جانب المتمردين المناهضين للأسد في سوريا خلال الثورة السورية في 2012.

## أبرز الأعضاء
العقيد المهدي الحاراتي، القائد العام للكتيبة، وهو مواطن أيرلندي من أصل ليبي. وقد وصفته الصحيفة الهولندية اليومية فولكسكرانت باعتباره وجه معركة تحرير طرابلس وواحدًا من أهم القادة في جيش التحرير الوطني. ونائب رئيس مجلس طرابلس العسكري. وقد استقال من منصبه السابق في نوفمبر 2011.
أبو أويس يعمل كنائب القائد.
عصام شعبان، هو ابن أول وزير دفاع في عهد القذافي، ومحمد شعبان هو همزة الوصل بين حلف الناتو والكتيبة.
العقيد عبد اللطيف، هو قائد كتيبة السرايا الحمراء، وهي أحد الكتائب الأربعة الفرعية.
حسام النجار، رئيس الأمن. وهو مولود في أيرلندا وقريب للقائد العام للكتيبة.
المدرب البدني للكتيبة هو لاعب كرة قدم سابق من أحد الأندية في ميونيخ.